# Muzeum Armii Poznań

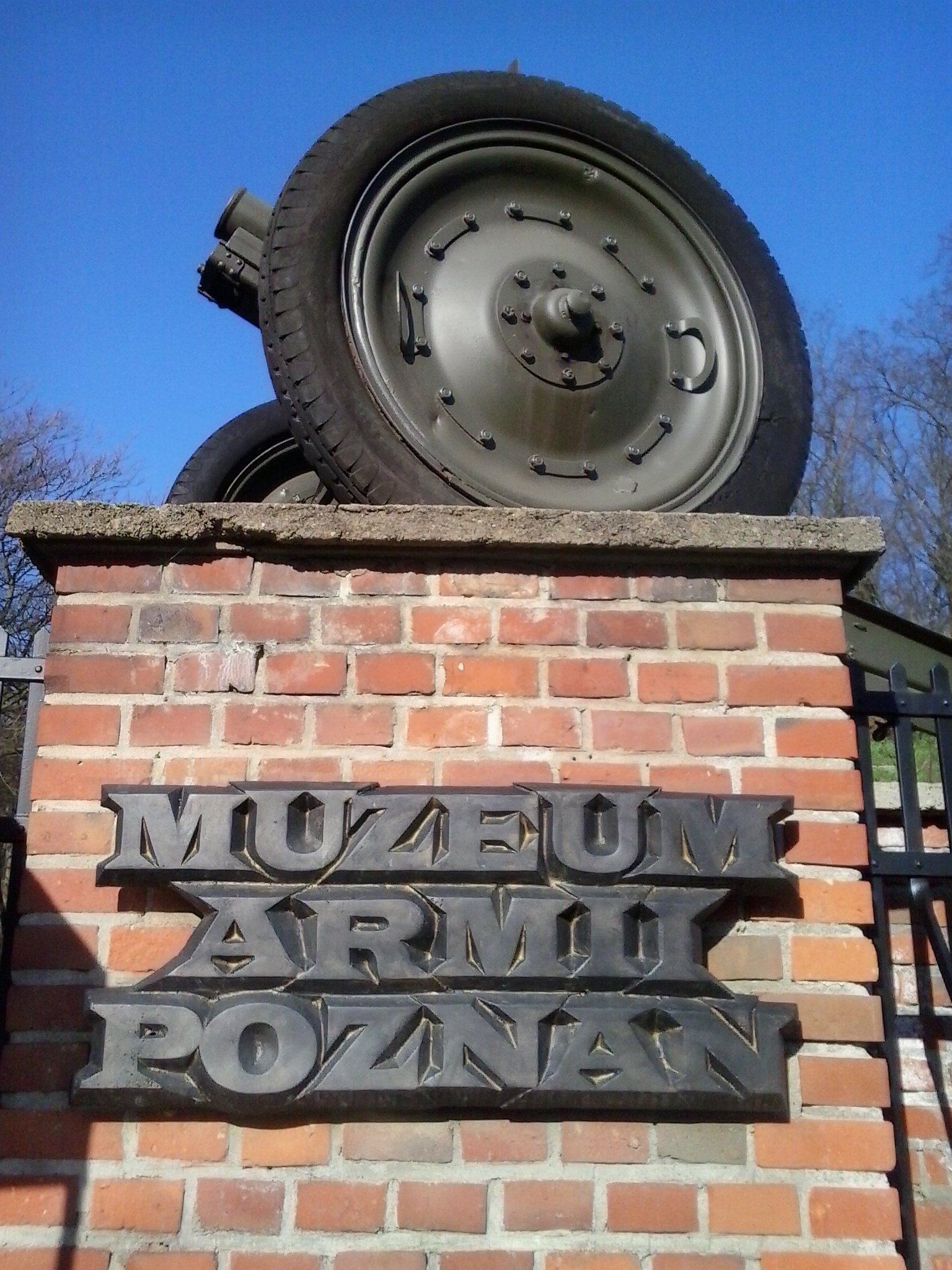
Fragment ekspozycji

Muzeum Armii Poznań – oddział Wielkopolskiego Muzeum Niepodległości znajdującym się na terenie Parku Cytadela (estakada Małej Śluzy dawnego Fortu Winiary) w Poznaniu. Prezentowane są tutaj militaria, fotografie, dokumenty. W okresie od maja 2010 do października 2013 roku gmach muzeum był zamknięty ze względu na jego fatalny stan techniczny (głównie przeciekające ściany i dach). Od 2 października 2013 roku muzeum funkcjonuje normalnie.
Jako oddział Wielkopolskiego Muzeum Niepodległości jest wpisane do wykazu muzeów, prowadzonego przez ministra właściwego do spraw kultury i ochrony dziedzictwa narodowego, zgodnie z art. 5b ustawy z dnia 21 listopada 1996 r. o muzeach.

## Lokalizacja i historia
Muzeum mieści się w korytarzu kazamatowym, zwanym obecnie "Małą Śluzą". korytarz pierwotnie tworzył estakadę zachodnią Fortu Winiary, która prowadziła do wzniesionej na Wierzbaku Małej Śluzy. Estakada zachodnia powstała w latach trzydziestych XIX wieku. Na przełomie XIX i XX wieku podjęto decyzję o likwidacji części umocnień (rozebrano wtedy fragment estakady zachodniej z Bramą Cmentarną, Małą Śluzę, a także fort św. Wojciecha/fort Haakego)[1]. Po 1945 roku kazamaty estakady zachodniej użytkował Zarząd Zieleni Miejskiej. Od 1974 roku z inicjatywy środowisk kombatanckich na murze przeciwskarpy odsłonięto pierwszą z czternastu tablic poświęconych jednostkom Armii "Poznań". W latach 1979–1982 estakadę zachodnią wyremontowano adaptując pomieszczenia do potrzeb wystawienniczych. 31 sierpnia 1982 roku otwarto ekspozycję stałą Muzeum Armii "Poznań". Wtedy był to oddział Muzeum Historii Ruchu Robotniczego im. Marcina Kasprzaka. Aktualnie Muzeum Armii "Poznań" jest oddziałem Wielkopolskiego Muzeum Walk Niepodległościowych[2].

## Aktualna ekspozycja stała
"Wierni przysiędze" – ekspozycja przypomina szlak bojowy Armii "Poznań" kładąc szczególny nacisk na bitwę nad Bzurą. Na wystawie znajdują się archiwalne fotografie, wspomnienia, prasa, dokumenty, mapy, a także broń, elementy uzbrojenia, wyposażenia i umundurowania. Wśród eksponatów na szczególną uwagę zasługują: moździerz piechoty "Stockes-Brandt" kal. 81 mm, łącznica telefoniczna ŁP-10 wz. 1928, karabin maszynowy pilota wz. 1933A, pistolet wz. 1935 "ViS", karabin przeciwpancerny wz. 1935 "Ur" oraz lufa od armaty przeciwlotniczej wz. 1936 "Bofors". Tytuł wystawy został zaczerpnięty ze wspomnień wojennych jednego z oficerów 7. pułku strzelców konnych - rtm. Zbigniewa Szacherskiego[3].

## Godziny otwarcia i ceny biletów
Muzeum jest czynne od wtorku do niedzieli. Od wtorku do soboty jest otwierane o godzinie 9.00, a w niedzielę - o 10.00. Każdego dnia jest zamykane o 16.00 (kasa kończy wydawanie biletów o 15.45). 
Bilety normalne kosztują 10 złotych, a bilety ulgowe (przeznaczone dla uczniów, studentów, emerytów i rencistów) - 6 złote. Bilet zakupiony w Muzeum Armii "Poznań" uprawnia do bezpłatnego odwiedzenia Muzeum Uzbrojenia także znajdującego się na terenie Cytadeli Poznańskiej. W piątki do obu muzeów można wejść za darmo.